# Държавна агенция за закрила на детето
Държавната агенция за закрила на детето (ДАЗД) е единственият специализиран орган на Министерски съвет за ръководство, координиране и контрол в областта на закрилата на детето в България.
Агенцията е създадена на основание Закон за закрила на детето с постановление №226/30.10.2000 г. на Министерския съвет на Р България и започва своята дейност от 1 януари 2001 година.
Дейността на ДАЗД е насочена към всички деца в Република България и техните семейства чрез създаваните политики и мерки за гарантиране правата на детето.
Централната администрация на ДАЗД се намира в гр. София, ул. „Триадица“ №2.
Офиси в страната: гр. Бургас, гр. Варна, гр. Враца, гр. Пловдив и гр. Русе.

## Функции
Функциите на ДАЗД включват:
- разработване на единна и координирана държавна политика за закрила на детето;
- разработване, изпълнение и контрол на национални и регионални програми за закрила и права на детето;
- извършване на проверки за спазване правата на детето от всички държавни, общински и частни училища, детски градини и ясли, центрове за подкрепа за личностно развитие, лечебни заведения, Дирекции „Социално подпомагане“ към Агенцията за социално подпомагане и на юридически лица с нестопанска цел, работещи в сферата за закрила на детето;
- подпомагане на социални услуги за деца по прилагането на мерките за съдействие, подкрепа и услуги в семейна среда;
- консултиране и подкрепа на гражданите в областта на закрилата и правата на детето;
- работа при създаването на база данни в информационна система като механизъм за управление на системата за закрила;
- анализ на проблемите, политиките и услугите, организиране и провеждане на научноизследователска и образователна дейност в областта на закрилата и правата на детето.

## Структура

### Ръководство
- Председател – д-р Теодора Иванова
- Заместник-председател - Ивайла Касърова

### Специализирана администрация
- Главна дирекция „Контрол по правата на детето“
- Отдел „Мониторинг и контрол – западен“ с офиси в гр. София и гр. Враца (координират и контролират случаи за областите София-град, Софийска, Благоевград, Перник, Кюстендил, Враца, Видин, Монтана и Плевен)
- Отдел „Мониторинг и контрол – северен“ с офиси в гр. Русе и гр. Варна (за областите Русе, Велико Търново, Габрово, Ловеч, Търговище, Варна, Шумен, Добрич, Разград и Силистра)
- Отдел „Мониторинг и контрол – южен“ с офиси в гр. Бургас и гр. Пловдив (за областите Пловдив, Пазарджик, Хасково, Кърджали, Смолян, Бургас, Стара Загора, Сливен и Ямбол)
- Дирекция „Политики и програми за детето, стратегическо развитие и координация“ - Политики, стратегическо планиране и програми. Международна закрила, сътрудничество и координация.

### Обща администрация
- Дирекция „Административно-правно и финансово-стопанско обслужване“

## Консултативни органи
Към Държавната агенция за закрила на детето функционират 3 консултативни органа: Национален съвет за закрила на детето;, Съвет на децата и Консултативен съвет по въпросите на децата.

## Национална телефонна линия за деца 116 111
Към ДАЗД има Национална телефонна линия за деца. Линията е с общоевропейски номер 116 111, и предоставя на децата, родителите и близките им, както и на специалисти, граждани възможност за 24-часова специализирана помощ чрез консултации, информация, психологическа подкрепа или кризисна интервенция и улеснява достъпа до съществуващите услуги за деца и семейства. На телефон 116 111 може да се подават сигнали за деца в риск, които се предават за работа на Отделите за закрила по места в страната на АСП и се проследяват от експертите на ДАЗД.
Линията работи седем дни в седмицата без почивен ден, безплатна и анонимна за цялата страна. През 2020 г. ДАЗД става член на Глобалната мрежа на телефонни линии за деца Clild Helpline International.
Сайт на Националната телефонна линия за деца 116 111: https://www.116111.bg/

## Органи за закрила на детето
Закрилата на детето се осъществява по реда на Закона за закрила на детето чрез:
- Дирекциите „Социално подпомагане“ към Агенцията за социално подпомагане (АСП). Отделите за закрила на детето са 147 в цялата страна. В тях работят социалните работници с деца и семейства;
- председателя на Държавната агенция за закрила на детето (ДАЗД), чрез администрацията си в шест града в страната (София, Бургас, Варна, Враца, Пловдив и Русе), които незабавно предават случаи с деца за работа на Отделите за закрила на детето към Дирекциите на АСП. Случаите, за които има информация в ДАЗД, се проследяват и контролират от експертите на агенцията. Главна дирекция „Контрол по правата на детето“ извършва проверки за работата на социалните работници, учители, лекари, специалисти за работа с деца и др.;
- министъра на труда и социалната политика;
- министъра на вътрешните работи;
- министъра на образованието и науката;
- министъра на правосъдието;
- министъра на външните работи;
- министъра на здравеопазването;
- министъра на културата;
- кметовете на общини.
Органите по закрила разработват и участват в провеждането на държавната политика в областта на закрилата на детето.

## Партньори на ДАЗД
•	Държавни институции
•	Органи на местно самоуправление
•	Неправителствени организации (НПО), работещи за и с деца
•	Български и чуждестранни физически и юридически лица
•	Международни организации.

## Основни документи, свързани с дейността на ДАЗД
Конвенция на ООН за правата на детето
-	Закон за закрила на детето
-	Национална стратегия за детето 2008 – 2018 година
-	Националната стратегия ”Визия за деинституционализацията на децата в Република България”
-	Националната програма за превенция на насилието и злоупотребата с деца (2017 – 2020)
-	Национална програма за закрила на детето за 2018 г.
-	Координационен механизъм за рефериране и обгрижване на случаи на непридружени български деца и деца – жертви на трафик, завръщащи се от чужбина
- Координационен механизъм при насилие-	Етичен кодекс на работещите с деца.
През 2021 г. Държавната агенция за закрила на детето отбелязва 20 години от своето създаване. За тези двадесет години, всички свързали професионалния си път с ДАЗД преодоляват много предизвикателства в общата цел да гарантират правата на децата, а агенцията изпълва със съдържание идеята за единна и координирана държавна политика чрез дейността си.
• 20 години ДАЗД – гарант за правата на децата в България.
• Стратегии, политики и решения в полза на децата на България.

## Ръководство на ДАЗД в годините
Председател: д-р Теодора Иванова
2022 - Досега
Председател: д-р Елеонора Лилова
2016 – 2022 г.
Председател: Офелия Кънева
2013 – 2016 г.
Председател: Ева Жечева
2012 – 2013 г.
Председател: Калин Каменов
2009 – 2012 г.
Председател: Надя Шабани
2002 – 2009 г.
Председател: Ширин Местан
2001 – 2002 г.
Председател: Ева Жечева